# Андрій Чужий
Андрій Чужий (справжнє прізвище Сторожук; 17 липня 1897, Умань — 25 липня 1989, Москва) — український поет-модерніст, представник розстріляного відродження.

## Життєпис
Андрій Сторожук народився і до 1922 року проживав в Умані. З автобіографії письменника відомо, що він закінчив «міське училище» та почав працювати бібліотекарем. У той же період він почав писати вірші й став одним з організаторів літературної групи «Безмежники», що була названа на честь Волта Вітмена. 1922 року від сухот померла дружина Сторожука — Лідія.
В Софіївці Сторожук познайомився з Михайлем Семенком, що справив на нього дуже велике враження. З Умані він переїхав до Києва та приєднався до футуристичного літературного руху. Андрій Чужий почав писати також і прозу, наприклад роман «Ведмідь полює за сонцем», у якому текст було зверстано так, що він утворював малюнки. Цей підхід називався «прозомалярством». Аналогів такої творчості в тодішній українській літературі практично не було. Проте письменнику не пощастило видати в той період жодної своєї книжки.
У 1926 році Андрій Чужий за сімейними обставинами був змушений переїхати до Москви. У грудні 1934 року його було заарештовано. Він отримав п'ять років таборів. Загалом же період ув'язнення і заслання розтягнувся до 1953 року. Після смерті Сталіна поет повернувся в Москву, він продовжив писати авангардно-модерністські твори, зовсім далекі від пануючого в той час соцреалізму. При цьому він часто згадував заборонених митців: Семенка, Бойчука, Курбаса та ін. Через усе це йому не вдавалося перевидати свої твори. Лише 1970 року в журналі «Жовтень» вийшла добірка «проз-мініатюр», а 1980 збірка «Поезії».